# Creep (canción de TLC)
«Creep» es una canción del trío musical TLC, lanzada como la canción debut de su segundo álbum CrazySexyCool (1994). Dallas Austin, quien trató de escribirla desde una perspectiva femenina, la escribió y produjo. Está basada en la experiencia de infidelidad que vivió la integrante del grupo, Tionne "T-Boz" Watkins. La letra retrata a las cantantes como mujeres que engañan a sus infieles parejas por atención. Este contexto fue controvertido dentro del grupo y fuertemente opositivo por la integrante del grupo Lisa "Left Eye" Lopes, quien amenazó con portar cinta adhesiva negra en su boca durante la grabación del video musical. 
LaFace y Arista Records la publicó como la canción titular del álbum el 31 de octubre de 1994 y ganó tanto aclamación crítica, así como fue un total éxito comercial. Los críticos musicales aclamaron el trabajo de Austin y la nueva dirección musical de TLC, y comercialmente "Creep" supuso el primer número uno del grupo en los Estados Unidos, dentro del Billboard Hot 100. Encabezó las listas durante cuatro semanas consecutivas y luego fue certificada como platino en ventas. Seguido de su debut europeo a principios de 1996, la canción alcanzó el top 10 en el Reino Unido y Nueva Zelanda y el top 40 en otros países. En los remixes se incluyó un nuevo verso de rap grabado escrito por Left Eye, el cual advierte sobre los problemas relacionados al sexo seguro. "Creep" apareció en varias listas como mejor canción y recibió un Premio Grammy por Mejor Interpretación de una canción R&B por un Dúo o Grupo. 
El trío contactó a Matthew Rolston para filmar un video musical tras ver su trabajo con Salt-N-Pepa. El video resultante fue descrito luego como uno de los videos más icónicos de la historia del pop, notorio por las famosas pijamas de seda y su coreografía. Con cambios tanto en estilo musical e imagen, marcando una completa reinvención en la carrera de TLC y descrito como una "obra maestra". La canción fue interpretada en numerosos conciertos y eventos televisivos, además de ser usada en películas y episodios televisivos, y cantada y copiada por varios artistas incluidos la banda de rock The Afghan Whigs y la cantante Zendaya.

## Video musical
El clip debutó en MTV en la última semana de octubre de 1994. Inicia con cada una de las chicas, vestidas con pijamas de seda de diferentes colores, apenas abotonados y arrastrados por el viento, cantando y bailando individualmente frente a un fondo distintivo de colores brillantes. Watkins viste de azul frente a un fondo rosa, Lopes, rojo con un fondo azul, y Thomas, rosa con un fondo rojo. En otras escenas, los colores de Thomas han sido corregidos a gris por razones artísticas. A estas tomas se añaden algunos primeros planos de una trompeta azul girando. El trío y sus bailarinas acompañantes se muestran más tarde en tomas en blanco y negro, practicando la coreografía y burlándose de Lopes por intentar bailar breakdance mientras camina sobre sus manos. Thomas describió la escena como "la parte más divertida" del rodaje, calificándola de "momento clásico de TLC". El escritor de VH1, Seher Sikandar, describió el baile durante el coro de la canción como la "mariposa modificada con el brazo oscilante", mientras que el consejo de baile de Bernadette McNulty de The Telegraph para sus lectores fue: "Pies separados, rebota las rodillas tan bajo como puedas enrollando tus caderas". En otra escena, se ve a Watkins en un bar cerrado cantando en un micrófono anticuado, siendo respaldada por un trompetista, con su interés amoroso, interpretado por Omar López. A lo largo del clip, Watkins sigue dándole al hombre una mirada de incredulidad que sugiere que podría estar engañándolo. El video termina con el trío bailando discutiendo en broma. Esta fue la escena favorita de Thomas.
El grupo reconoció que una escena que mostraba la parte inferior izquierda expuesta de los senos de Watkins recibió atención pública.
También se ha realizado un corte alternativo para el video. [117] La versión original apareció en tres de sus álbumes de video: CrazyVideoCool (1995), Now & Forever: The Video Hits (2003) y Artist Collection (2004). CrazyVideoCool incluyó extractos de versiones previamente desechadas y comentarios de TLC. 

### Recepción e impacto
Muchas publicaciones consideraron el video "icónico" y "clásico". David Asante del blog de los Premios MOBO lo llamó "uno de los videos pop más famosos de todos los tiempos". Daniel Ralston, presentador del podcast Videohead de MTV, dijo que Rolston cambió el "paradigma" de "Creep", "Whatta Man" y muchas de sus obras, donde las mujeres tenían el control y los hombres se mostraban de una manera que las mujeres a menudo se representaban en videos de artistas masculinos.[121] Robbie Daw, de Idolator, encontró a las mujeres cómodas con su propia sexualidad en el clip y dijo "¿Qué chica de mediados de los 90 no quería emular eso?". Anthony DeCurtis de Vibe afirmó que las imágenes de "Creep" y "Red Light Special" establecieron el estándar para el erotismo de los videos en ese momento.
Lindsay Zoladz, una escritora de Pitchfork, observó que cuando la mayoría de la gente piensa en TLC, sus cerebros se dirigen inmediatamente a los sonidos e imágenes de CrazySexyCool: "Waterfalls", "Red Light Special" y el pijama de seda en "Creep". Michael A. Gonzales de Ebony recordó la época en que el video debutó en MTV, TLC regresó como los "liberadores de lápiz labial", para sorpresa de un público acostumbrado a su estilo "marimacho". Luego, el periodista comparó el video "ostentoso" con sus versiones anteriores como "menos urbano" y más "chic comercial de Madison Avenue". [50] Al igual que Gonzales, el escritor de PopMatters, Quentin B. Huff, también notó la "sorprendente" diferencia entre la camiseta y los pantalones holgados en su último video "What About Your Friends" y el nuevo "camisón sedoso" de "Creep" y "Red Light Special". En el libro Experiencing Music Video: Aesthetics and Cultural Context, la autora Carol Vernallis sintió que los atuendos de las mujeres en "Creep" sugerían su "disponibilidad sexual", pero la ubicación de la cámara en ángulo bajo y la textura y el movimiento de la tela de seda ondulante sugieren un "fálico sexual".
Después del lanzamiento del video, el pijama creó "un revuelo de moda". El grupo tenía la intención de crear una línea de moda de bajo precio llamada "Creepwear", pero finalmente fue descartada. [110] El editor de Dazed Digital, Tempe Nakiska, mencionó más tarde el pijama del trío como "una de las mejores coordinaciones de grupo de todos los tiempos", mientras que la revista Canadian Fashion eligió el clip como uno de los más de moda. Seher Sikandar de VH1 enumeró la coreografía del video como una de las veinte mejores rutinas de baile de R&B de la década de 1990. Apareció en el número seis en la lista de los cincuenta mejores videos de 1994 de Consequence of Sound, y en el número 30 en los cincuenta mejores clips de R&B de Complex de la década de 1990.
La imagen fue una de las varias parodias en el video de Blink 182 "All the Small Things" en 2000. El video musical de 2010 de Keri Hilson "Pretty Girl Rock" tenía a la cantante con dos bailarinas de respaldo vestidas con pijamas de seda imitando a Watkins y al grupo del clip original. En 2014, se produjeron recreaciones toma por toma de los videos de "Creep", "Waterfalls" y "No Scrubs" para su película biográfica CrazySexyCool: The TLC Story, con Keke Palmer interpretando a Chilli, Drew Sidora como T-Boz y Lil Mama como Left Eye, las tres vistiendo el vestuario original de TLC en cada video. En 2016, se dice que el pijama inspiró los atuendos de Thomas y el rapero y actor Nick Cannon en su video musical para "If I Was Your Man", donde Thomas tiene un cameo como el interés amoroso de Cannon.

## Canciones y formatos
|  | Europe CD / US cassette / Japan mini CD single 1. "Creep" (Album Version) – 4:29 2. "Creep" (Instrumental Album Version) – 4:47 UK 12-inch single 1. "Creep" (Album Version) – 4:30 2. "Creep" (Untouchables Mix) – 5:26 3. "Creep" (Untouchables Instrumental) – 5:18 4. "Creep" (Jermaine's Jeep Mix) – 5:11 5. "Creep" (Super Smooth Mix) – 4:44 6. "Creep" (Jermaine's Acappella Mix) – 5:09 UK CD single 1. "Creep" (Album Version) – 4:28 2. "Ain't 2 Proud 2 Beg" (Smoothed Down Extended Remix) – 5:53 3. "Creep" (Untouchables Mix) – 5:22 4. "Creep" (Jermaine's Acappella Mix) – 5:09 UK and Germany CD maxi single 1. "Creep" (Album Version) – 4:29 2. "Creep" (Super Smooth Mix) – 4:42 3. "Creep" (Jermaine's Jeep Mix) – 5:09 4. "Creep" (Jermaine's Acappella Mix) – 5:09 5. "Creep" (Untouchables Instrumental) – 5:18 6. "Creep" (DARP Mix) – 4:50 US 12-inch single No. 1 1. "Creep" (Album Version) – 4:27 2. "Creep" (Jermaine's Jeep Mix) – 5:09 3. "Creep" (Instrumental Album Version) – 4:47 4. "Creep" (Jermaine's Acappella Mix) – 5:09 | US 12-inch single No. 2 1. "Creep" (Untouchables Mix) – 5:22 2. "Creep" (DARP Mix) – 4:50 3. "Creep" (Untouchables TV Mix) – 5:23 4. "Creep" (Smooth Mix) – 5:23 5. "Creep" (Untouchables Instrumental) – 5:18 US CD maxi single 1. "Creep" (Album Version) – 4:30 2. "Creep" (Jermaine's Jeep Mix) – 5:11 3. "Creep" (Untouchables Mix) – 5:26 4. "Creep" (Super Smooth Mix) – 4:44 5. "Creep" (DARP Mix) – 4:51 6. "Creep" (Untouchables Instrumental) – 5:18 UK 12-inch single 1. "Creep" (Maxx Remix) – 5:12 2. "Creep" (Jermaine's Jeep Mix) – 5:13 3. "Creep" (Tin Tin Out Remix) – 8:35 4. "Waterfalls" (DARP Remix) – 4:32 UK cassette single 1. "Creep (Radio Edit – Original Version) – 4:28 2. "Waterfalls" (Single Edit) – 4:21 Europe CD single 1. "Creep (Radio Edit – Original Version) – 4:28 2. "Waterfalls" (Single Edit) – 4:21 3. "Creep" (Maxx Remix) – 5:11 4. "Creep" (Tin Tin Out Remix) – 8:35 |

## Créditos
Créditos adaptados from the liner por las notas del sencillo en CD, CrazySexyCool and CrazyVideoCool.
Grabación y gestión
- Grabado y mezclado en DARP Studios (Atlanta)
- Masteizado en The Hit Factory (Nueva York)
- Contiene una muestra de "Hey Young World", escrita por Ricky Walters e interpreada por Slick Rick, publicada por Def American Songs, Inc., cortesía de Def Jam Recordings, Inc.
- Contiene una muestra de "Who the Cap Fits", escrita by Edmund Carl Aiken Jr. PKA Shinehead e interpretada por Shinehead, publicada por African Love Music/Def American Songs, Inc. bajo la licencia de African Love Music
- Administrado por Hiriam Management
- Publicado por EMI April Music Inc., Darp Music (ASCAP)

Personal
- Dallas Austin – escritura, producción, instrumentación, producción ejecutiva
- Atvi Speights – ingeniero de audio, grabación
- Leslie Brathwaite – ingeniero de audio
- Carl Glover – asistente de ingeniero de audio
- Brian Smith – asistente de ingeniero de audio
- Sol Messiah – scratching
- Rick Sheppard – diseño de sonido

- Debra Killings – vocales de fondo
- Chris Gehringer – masterización
- Antonio M. Reid – producción ejecutiva
- Kenneth Edmonds – producción ejecutiva
- Perri Reid – producción ejecutiva
- Dah Len – fotografía
- Davett Singletary – Dirección creativa
- Christopher Stern – Dirección artística

## Posicionamiento en listas

### Posiciones semanales
| Lista (1994–1996)                      | Mejor posición |
| -------------------------------------- | -------------- |
| Australia (ARIA)                       | 20             |
| Bélgica (Flandes) (Ultratop 50)        | 45             |
| Canadá (RPM Dance/Urban)               | 3              |
| Canadá (RPM Top Singles)               | 41             |
| Europe (European Hot 100 Singles)      | 43             |
| Francia (SNEP)                         | 23             |
| Alemania (Offizielle Deutsche Charts)  | 39             |
| Irlanda (IRMA)                         | 9              |
| Países Bajos (Dutch Top 40)            | 27             |
| Países Bajos (Mega Single Top 100)     | 19             |
| Nueva Zelanda (Recorded Music NZ)      | 4              |
| Escocia (Scottish Singles Sales Chart) | 17             |
| Suecia (Sverigetopplistan)             | 56             |
| Suiza (Schweizer Hitparade)            | 26             |
| Reino Unido (UK Singles Chart)         | 6              |
| Reino Unido (UK R&B Chart)             | 3              |
| Estados Unidos (Billboard Hot 100)     | 1              |
| Estados Unidos (Hot R&B/Hip-Hop Songs) | 1              |
| Estados Unidos (Mainstream Top 40)     | 9              |
| Estados Unidos (Rhythmic)              | 1              |

### Listas a fin de año
| Lista (1995)                         | Posición |
| ------------------------------------ | -------- |
| Australia (ARIA)                     | 85       |
| Canada Dance/Urban (RPM)             | 35       |
| New Zealand (Recorded Music NZ)      | 35       |
| US Billboard Hot 100                 | 3        |
| US Hot R&B/Hip-Hop Songs (Billboard) | 1        |
| US Mainstream Top 40 (Billboard)     | 25       |
| US Rhythmic (Billboard)              | 1        |

### Listas a final de década
| Lista (1990–1999)    | Posición |
| -------------------- | -------- |
| US Billboard Hot 100 | 21       |

### Lista de todos los tiempos
| Lista (1958–2018)    | Posición |
| -------------------- | -------- |
| US Billboard Hot 100 | 172      |